# Teselado pitagórico

Teselado pitagórico

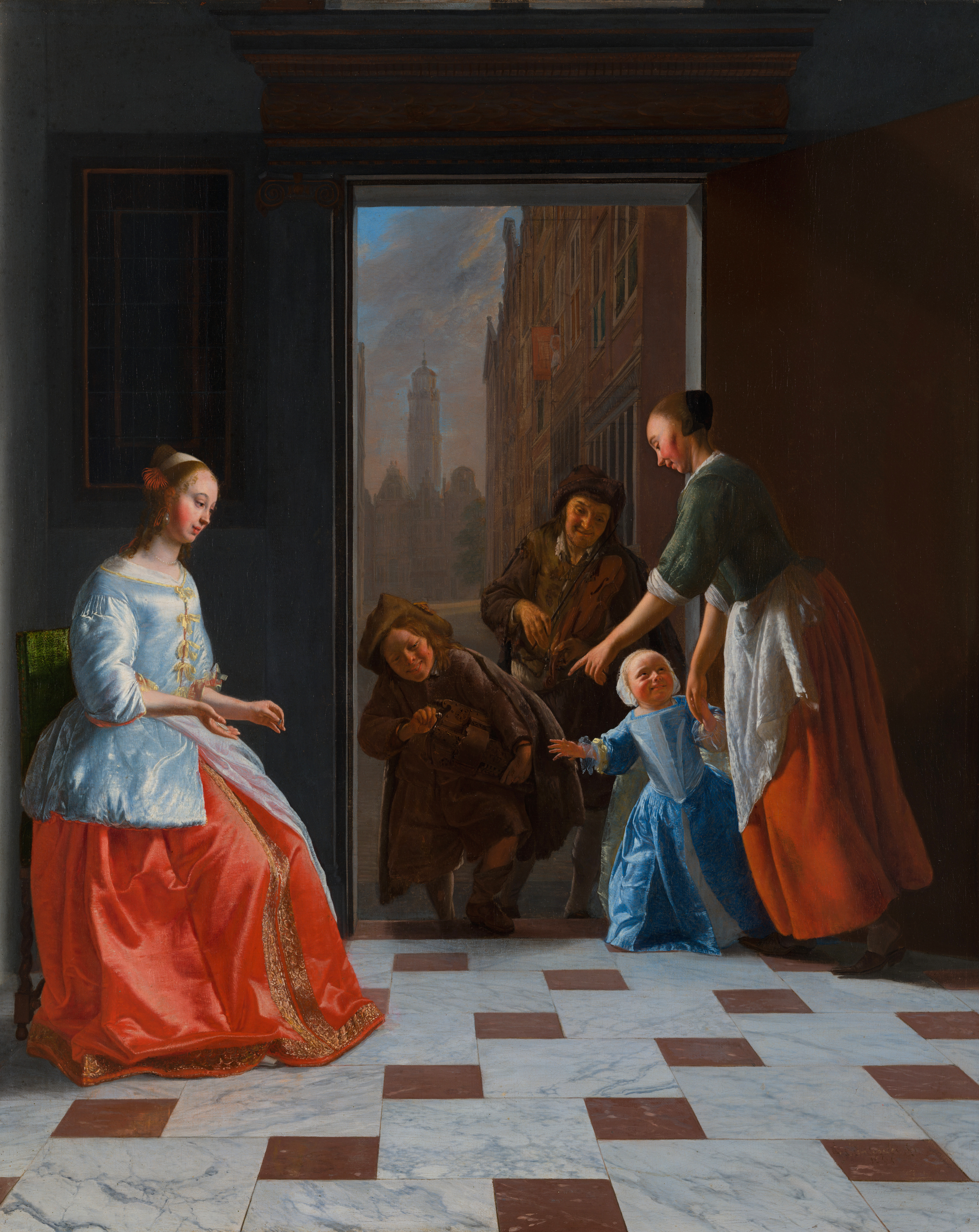
Músicos callejeros en la puerta, Jacob Ochtervelt, 1665. Como observó Nelsen, las baldosas de esta pintura están colocadas en forma de mosaico pitagórico

Un teselado pitagórico o mosaico de dos cuadrados es un enlosado de un plano euclídeo formado por cuadrados de dos tamaños diferentes, en el que cada cuadrado toca cuatro cuadrados del otro tamaño en sus cuatro lados. Muchas pruebas del teorema de Pitágoras se basan en este diseño, lo que explica su nombre. Se utiliza comúnmente como patrón para embaldosar suelos. Cuando se emplea con este fin, también se conoce como patrón de rayuela o patrón de molinete,
aunque no debe confundirse con el teselado de molinillo, un patrón matemático con el que no está relacionado.
Este mosaico tiene simetría rotacional de cuatro lóbulos alrededor de cada uno de sus cuadrados. Cuando la relación de las longitudes de los lados de los dos cuadrados es un número irracional (como por ejemplo, el número áureo), sus secciones forman patrones aperiódicos, con una estructura recursiva similar a la de la palabra de Fibonacci. También se han estudiado generalizaciones de este mosaico a tres dimensiones.

## Topología y simetría
El teselado pitagórico es el mosaico único formado por cuadrados de dos tamaños diferentes, que es a la vez unilateral (no hay dos cuadrados que tengan un lado común) y equitransitivo (cada dos cuadrados del mismo tamaño se pueden hacer corresponder entre sí mediante una simetría del mosaico).
Topológicamente, el mosaico pitagórico tiene la misma estructura que el teselado cuadrado truncado, formado con cuadrados y octógonos regulares. Los cuadrados más pequeños en el mosaico pitagórico están adyacentes a cuatro losetas más grandes, al igual que los cuadrados en el mosaico de cuadrados truncados, mientras que los cuadrados más grandes en el teselado pitagórico son adyacentes a ocho piezas vecinas, que se alternan entre grandes y pequeñas, tal como los octágonos en el teselado cuadrado truncado. Sin embargo, los dos mosaicos tienen diferentes conjuntos de simetrías, porque el teselado cuadrado truncado es simétrico bajo reflexiones especulares, mientras que el teselado pitagórico no lo es. Matemáticamente, esto se puede explicar diciendo que el teselado cuadrado truncado tiene simetría diédrica alrededor del centro de cada loseta, mientras que el teselado pitagórico tiene un conjunto más pequeño de simetrías cíclicas alrededor de los puntos correspondientes, lo que le confiere simetría p4. Es un patrón quiral, lo que significa que es imposible superponerlo sobre su imagen especular usando solo traslaciones y rotaciones.
Un teselado uniforme es aquel en el que cada tesela es un polígono regular y en el que cada vértice se puede asignar a todos los demás vértices mediante una simetría del teselado. Por lo general, se requiere adicionalmente que los teselados uniformes tengan piezas que se encuentren de lado a lado, pero si este requisito se relaja, entonces se pueden considerar ocho teselados uniformes adicionales. Cuatro están formados por infinitas franjas de cuadrados o triángulos equiláteros, y tres están formados por triángulos equiláteros y hexágonos regulares. El caso restante es el teselado pitagórico.

## Teorema de Pitágoras y disecciones

Las disecciones de cinco piezas utilizadas en las demostraciones de Al-Nayrizi y de Thábit ibn Qurra (izquierda) y de Henry Perigal (derecha)

Este mosaico se llama teselado pitagórico porque ha sido utilizado como base algunas demostraciones del teorema de Pitágoras por los matemáticos islámicos del siglo IX Al-Nayrizi y Thábit ibn Qurra, y por el matemático aficionado británico Henry Perigal del siglo XIX. Si los lados de los dos cuadrados que forman el teselado son los números a y b, entonces la distancia más cercana entre los puntos correspondientes en cuadrados congruentes es c, donde c es la longitud de la hipotenusa de un triángulo rectángulo que tiene lados a y b. Por ejemplo, en la ilustración de la izquierda, los dos cuadrados en el teselado pitagórico tienen longitudes laterales de 5 y 12 unidades de largo, y la longitud lateral de las baldosas en el teselado cuadrado superpuesto es 13, según la terna pitagórica (5, 12 ,13).
Al superponer una cuadrícula de longitud de lado c sobre el teselado pitagórico, se puede usar para generar una disección de cinco piezas de dos cuadrados desiguales de lados a y b en un solo cuadrado de lado c, lo que demuestra que los dos cuadrados más pequeños tienen la misma área que el más grande. De manera similar, se puede utilizar la superposición de dos teselados pitagóricos para generar una disección de seis piezas de dos cuadrados desiguales en otros dos cuadrados desiguales diferentes.

## Secciones transversales aperiódicas

Una sicesión aperiódica generada a partir de un teselado de dos tipos de cuadrados, cuyas longitudes de arista tienen como proporción el número áureo (cuando la recta corta un cuadrado grande, se asigna 0; y cuando cruza un cuadrado pequeño, se asigna 1)

Aunque el teselado pitagórico es en sí mismo periódico (define un retículo cuadrado mediante simetrías traslacionales), su sección se puede utilizar para generar sucesiones aperiódicas unidimensionales.
En la construcción de Klotz para sucesiones aperiódicas (Klotz es una palabra alemana que significa bloque), se forma un teselado pitagórico con dos cuadrados cuyos tamaños se eligen para que la relación entre las longitudes de los dos lados sea un número irracionalx. A continuación, se elige una línea paralela a los lados de los cuadrados y se forma una secuencia de valores binarios a partir de los tamaños de los cuadrados atravesados por la línea: un 0 corresponde al cruce de un cuadrado grande y un 1 corresponde a un cruce de un cuadrado pequeño. En esta secuencia, la proporción relativa de 0 y 1 estará en la proporción x:1. Esta proporción no se puede lograr mediante una secuencia periódica de 0 y 1, porque es irracional, por lo que la secuencia es aperiódica.
Si x se elige como el número áureo, la secuencia de 0 y 1 generada de esta manera tiene la misma estructura recursiva que la palabra de Fibonacci: se puede dividir en subcadenas de la forma "01" y "0" (es decir , no hay dos unos consecutivos) y si estas dos subcadenas se reemplazan consistentemente por las cadenas más cortas "0" y "1", entonces se obtiene otra cadena con la misma estructura.

## Resultados relacionados
Según la conjetura de Keller, cualquier teselado del plano mediante cuadrados congruentes debe incluir dos cuadrados que se encuentren lado a lado. Ninguno de los cuadrados del teselado pitagórico se toca de lado a lado, pero este hecho no viola la conjetura de Keller, porque las losetas tienen diferentes tamaños, por lo que no todas son congruentes entre sí.
El teselado pitagórico puede generalizarse a un teselado tridimensional del espacio euclídeo formado por cubos de dos tamaños diferentes, que además es unilateral y equitransitivo. Attila Bölcskei llamó a esta disposición tridimensional el teselado de Rogers. Conjeturó que, en cualquier dimensión mayor que tres, existe nuevamente una forma única, unilateral y equitransitiva, de teselado del espacio mediante hipercubos de dos tamaños diferentes.
Burns y Rigby encontraron varias prototeselas, incluido el copo de nieve de Koch, que pueden usarse para revestir el plano usando exclusivamente copias del prototipo en dos o más tamaños diferentes. Un artículo anterior de Danzer, Grünbaum y Shephard proporciona otro ejemplo, un pentágono convexo que rellena el plano cuando se combina en dos tamaños. Aunque el teselado pitagórico usa dos tamaños diferentes de cuadrados, el teselado cuadrado no tiene la misma propiedad que estos prototipos de teselas solo por semejanza, dado que también es posible teselar el plano usando únicamente cuadrados de un solo tamaño.

## Aplicación
Una aplicación estructural temprana del teselado pitagórico aparece en los trabajos de Leonardo da Vinci, quien lo consideró entre varios otros patrones potenciales para la distribución de viguetas. Este mosaico también se ha utilizado durante mucho tiempo de forma decorativa, para paredes o suelos embaldosados, como se puede ver, por ejemplo, en el cuadro de Jacob Ochtervelt Músicos callejeros en la puerta (1665). Se ha sugerido que ver un mosaico similar en el palacio de Polícrates de Samos podo haber proporcionado a Pitágoras la inspiración original para su teorema.